# 漆昌巌

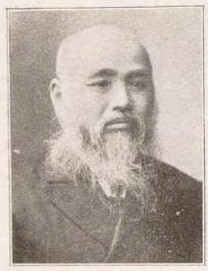
漆昌巌

漆 昌巌（昌巖、うるし しょうがん、1850年2月12日（嘉永3年1月1日）- 1934年（昭和9年）1月25日）は、幕末から昭和初期の僧侶・実業家・政治家。衆議院議員、東京府荏原郡品川町長。旧姓・加藤。娘・漆雅子は品川女子学院の創立者。

## 経歴
伊勢国桑名郡江内村（岐阜県下石津郡江内村、油島村、海津郡大江村大字油島、海津町を経て現海津市油島）で、自作農・加藤武右衛門の二男として生まれる。万延元年（1860年）美濃国石津郡高須町（現海津市）の浄土宗円心寺に入り僧となる。明治元年（1868年）芝増上寺学寮に入り仏典を学ぶ。名字は浄土宗開祖法然の漆間にちなみ漆（うるし）と改称し届出た。1874年（明治7年）荏原郡北品川宿、法禅寺住職に就任。1897年（明治30年）に還俗した。
1889年（明治22年）品川馬車 (株) を設立し社長に就任。1893年（明治26年）馬車鉄道 (株) を設立して社長となり、1897年には機械製氷 (株) を設立して取締役に就任。その他、品川白煉瓦合資会社取締役、大井銀行取締役なども務めた。
1898年（明治31年）5月、品川町会議員に当選。1899年（明治32年）10月、荏原郡会議員に選出され同議長も務めた。1902年（明治35年）8月、第7回衆議院議員総選挙に東京府郡部から立憲政友会所属で出馬して初当選し、郡会議員を辞した。以後、第13回総選挙まで5回再選され、衆議院議員に通算6期在任した。
1917年（大正6年）11月、品川町長に就任。小学校の設備の充実に尽くし、関東大震災の対応に陣頭に立って尽力した。1922年（大正11年）全国町村長会（現全国町村会）会長となり1924年（大正13年）まで在任。その他、東京府町村長会長なども務めた。1929年（昭和4年）11月、品川町長を退任した。
1930年（昭和5年）故郷に治水神社を建立することに尽力した。

## 逸話
ある音楽教師が品川町立小学校に一台のピアノも備えられていないことを憂い漆町長に直訴したところ、三ヶ月後に町立5小学校に高価なドイツ製ピアノが備えられた。漆町長の独断で実行したことで、議員などから不満がでたが、漆は子どもたちの教育のためなら惜しい金額ではないと諭した。

## 国政選挙歴
- 第7回衆議院議員総選挙（東京府郡部、1902年8月、立憲政友会）当選
- 第8回衆議院議員総選挙（東京府郡部、1903年3月、立憲政友会）当選[12]
- 第9回衆議院議員総選挙（東京府郡部、1904年3月、立憲政友会）当選[12]
- 第10回衆議院議員総選挙（東京府郡部、1908年5月、立憲政友会）当選[14]
- 第11回衆議院議員総選挙（東京府郡部、1912年5月、立憲政友会）当選[14]
- 第12回衆議院議員総選挙（東京府郡部、1915年3月、立憲政友会）次点落選[14]
- 第13回衆議院議員総選挙（東京府郡部、1917年4月、立憲政友会）当選[15]

## 伝記
- 堀口露芳編著『漆昌巌翁伝』東京保姆専修学校出版部、1931年。